# ريزارد هوروويتز
ريزارد هوروويتز (بالإنجليزية: Ryszard Horowitz)‏ هو مصور أمريكي وبولندي، ولد في 5 مايو 1939 في كراكوف في بولندا.

## وصلات خارجية
- ريزارد هوروويتز على موقع IMDb (الإنجليزية)
- ريزارد هوروويتز على موقع قاعدة بيانات الفيلم (الإنجليزية)